# ポルトガル人の一覧
ポルトガル人の一覧（ポルトガルじんのいちらん）は、現在のポルトガル出身者の一覧。時代、宗教は問わない。

## 五十音一覧

### あ行
- ウリエル・アコスタ - ユダヤ教徒、思想家。
- イサアク・アブラバネル - ユダヤ教徒のカスティーリャ国務大臣、ナポリ・ヴェネツィア高官。聖書註解学が後世に影響。
- マヌエル・デ・アリアガ - 政治家・初代大統領。
- アフォンソ・デ・アルブケルケ - 植民地征服者。
- ヨセフ・アルボ - ユダヤ教徒。
- ホアキン・デ・アルメイダ - 俳優。
- ルイス・デ・アルメイダ - イエズス会宣教師。
- メナセ・ベン・イスラエル - ユダヤ教徒。
- アントニオ・エアネス - 第3共和政の第3代大統領。
- フアン・セバスティアン・エルカーノ - マゼランの後を継いで世界一周から帰国。
- マノエル・デ・オリヴェイラ - 映画監督。

### か行
- マルセロ・カエターノ - 政治家。首相。
- ジョゼ・メンデス・カベサダス - 軍人・政治家。軍事独裁期の初代大統領。
- アントニオ・オスカル・カルモナ - 軍人・政治家。エスタド・ノヴォ期の初代大統領。
- フランシスコ・カブラル - イエズス会宣教師。
- ヴァスコ・ダ・ガマ - 探検家。
- ハスダイ・クレスカス - ユダヤ教徒のスコラ学者。「神の光」。
- ミゲル・ゲレイロ - 歌手。
- マニュエル・ルイ・コスタ - サッカー選手。
- マヌエル・ゴメス・ダ・コスタ - 軍人・政治家。軍事独裁期の第2代大統領。
- フランシスコ・ダ・コスタ・ゴメス - 第3共和政の第2代大統領。
- クリスティアーノ・ロナウド - サッカー選手

### さ行
- アントニオ・サラザール - 政治家。エスタド・ノヴォ期の首相・第2代大統領。
- ルシア・ドス・サントス - カトリック修道女。
- ジョルジェ・サンパイオ - 第3共和政の第5代大統領。
- マリア・ジョアン - 歌手。
- アニーバル・カヴァコ・シルヴァ - 第3共和政の第6代大統領。
- アントニオ・デ・スピノラ - 第3共和政の初代大統領。
- マリオ・ソアレス - 政治家。第3共和政の第4代大統領。

### た行
- バルトロメウ・ディアス（バーソロミュー・ディアス） - 探検家。
- アメリコ・トマス - 政治家。エスタド・ノヴォ期の第4代大統領。

### は行
- シドニオ・パイス - 政治家。
- ジョゼ・マヌエル・ドゥラン・バローゾ - 元首相、欧州連合の欧州委員会委員長。
- アントニオ・ピガフェッタ - マゼランの航海に参加し、記録を残した人。
- マリア・ジョアン・ピレシュ - ピアニスト。
- フェルナン・メンデス・ピント - 16世紀の冒険家、『遍歴記』の著者。
- ルイス・フィーゴ - サッカー選手。
- クリストヴァン・フェレイラ（沢野忠庵）- イエズス会士。日本で棄教。
- テオフィロ・ブラガ - 作家・政治家。
- ミシェル・ラシェ・デブリト - 女子テニス選手。
- ルイス・フロイス - 宣教師、『日本史』の著者。
- ホセ・ルイス・ペイショット - 作家。
- ドゥルス・ポンテス - 歌手。

### ま行
- フェルディナンド・マゼラン - 探検家。
- ジャシンタ・マルト - カトリック教会の福者。
- カルメン・ミランダ - 女優。
- マリア・デ・メデイロス - 女優。
- ジョルジュ・メンデス - FIFA公認代理人。株式会社Gestifute代表。
- ジョゼ・モウリーニョ - サッカー監督。
- ロザ・モタ - マラソン選手。
- エガス・モニス - 医者・政治家。
- ヴェンセスラウ・デ・モラエス - 文筆家・外交官。

### ら行
- ペドロ・ラミー - レーシングドライバー。
- アマリア・ロドリゲス - 歌手。
- ジョアン・ロドリゲス - 宣教師、『日本教会史』の著者、イエズス会の通訳として活躍。
- フランシスコ・クラヴェイロ・ロペス - 軍人・政治家。エスタド・ノヴォ期の第3代大統領。

## ポルトガルで活躍した人物
- エウゼビオ
- ジョアキン・アルベルト・シサノ
- 初代ウェリントン公爵アーサー・ウェルズリー
- カレル・ポボルスキー
- フェリペ2世

## 歴代元首
- アヴィス王朝
- ブラガンサ王朝
- ブルゴーニュ王朝
- マリア2世
- ポルトガルの大統領

## 在外ポルトガル人
- バールーフ・デ・スピノザ（スピーノーザー） - もとユダヤ教徒の合理主義哲学者。
- ハインリヒ・ハイネ
- ホロヴィッツ系の姓
  - ウィノナ・ライダー - 女優
  - ヴラジーミル・ホロヴィッツ - ピアニスト。
  - ジョルジュ・ギュルヴィッチ - 社会学者。
  - ロバート・ホルビッツ(ホーヴィッツ)
  - ヴィトルト・フレヴィチ - 数学者。